# Strada europea E119
La strada europea E119 è una strada di classe A, con andamento nordovest-sudest.
In particolare la E119 collega Mosca con Astara, presso il confine azero-iraniano, con un percorso lungo 2630 km.

## Percorso
Il primo tratto della strada segue il tracciato della E115. Dopo di che la strada devia verso est, in direzione di Volgograd e di Astrachan'. Da questa località, posta sul delta del Volga, la strada segue verso sud la costa del mar Caspio. Le principali località toccate sono le seguenti:
- Tambov;
- Povorino;
- Volgograd (da qui ad Astrachan' la strada condivide il tracciato della E40);
- Astrachan';
- Machačkala;
- /Samur (confine di Stato);
- Baku;
- Astara;
- Astara.